# Bulgarien i olympiska sommarspelen 1968
Bulgarien deltog med 112 deltagare vid de olympiska sommarspelen 1968 i Mexico City. Totalt vann de två guldmedaljer, fyra silvermedaljer och tre bronsmedaljer.

## Medaljer

### Guld
- Petar Kirov - Brottning, grekisk-romersk stil, flugvikt.
- Bojan Radev - Brottning, grekisk-romersk stil, lätt tungvikt.

### Silver
- Osman Duraliev - Brottning, fristil, tungvikt.
- Enju Valtjev - Brottning, fristil, lättvikt.
- Enju Todorov - Brottning, fristil, fjädervikt.
- Stoyan Yordanov, Atanas Gerov, Georgi Hristakiev, Milko Gaydarski, Kiril Ivkov, Ivaylo Georgiev, Tsvetan Dimitrov, Evgeni Yanchovski, Petar Zhekov, Atanas Hristov, Asparuh Donev, Kiril Hristov, Georgi Ivanov, Todor Nikolov, Yancho Dimitrov, Ivan Zafirov, Mihail Gyonin och Georgi Vasilev - Fotboll.

### Brons
- Prodan Gardzjev - Brottning, fristil, mellanvikt.
- Ivan Mihailov - Boxning, fjädervikt.
- Georgi Stankov - Boxning, lätt tungvikt.